# Grupa eudialitu
Grupa eudialitu – to grupa skomplikowanych minerałów cyrkono- i wyjątkowo tytanokrzemianowych, zawierających zarówno dwa typy pierścieniowych anionów krzemianowych – [Si3O9]6- oraz [Si9O27]18-, jak i anion o charakterze wyspowym – [SiO4]4-. Pospolita rodzina minerałów skał agpaitowych półwyspu Kola w Rosji.
Wzór ogólny grupy uogólnia Johnsen et al. w formie:
[N(1)N(2)N(3)N(4)N(5)]3[M(1a)M(1b)]3M(2)3M(4)Z3[Si24O72]O'4X2
gdzie:

N(1), N(2), N(3) i N(5) = Na+, rzadziej H3O+ lub H2O, N(4) = Na+, Sr2+, Mn2+ i niekiedy H3O+ lub H2O, K+, Ca2+ lub REE3+ (REE – pierwiastki ziem rzadkich), M(1) i M(1b) = Ca2+, M(1a) = Ca2+ lub Mn2+ albo też Fe2+, M(2) = Fe2+ lub Fe3+ albo też Mn i wyjątkowo Na+, K+ lub Zr4+, M(3) = Si, Nb i niekiedy W, Ti lub [] (wakans), M(4) = Si lub [], Z = Zr4+ i wyjątkowo Ti4+, natomiast pozycja X jest obsadzana przez aniony OH-, Cl- i niekiedy CO32- lub F-.
Do grupy eudialitu zaliczają się obecnie: alluaiwit, andrianowit, aqualit, carbokentbrooksyt, chomiakowit, dualit, eudialit, fekliczewit, ferrokentbrooksyt, georgbarsanowit, gołyszewit, ikranit, johnsenit-(Ce), kentbrooksyt, labyrinthyt, manganochomiakowit, mogowidyt, oneillit, raslakit, rascwietajewit, taseqit, woronkowit oraz zirsilit-(Ce).